# Vulcà
|  | Aquest article tracta sobre el personatge mitològic. Si cerqueu el planeta Vulcà, vegeu «Vulcà (planeta)». |

En la mitologia romana, Vulcà era el déu del foc i la forja. Equivalia a l'Hefest grec, de qui emprà la iconografia. Se li atribuí la paternitat de Cècul, Cacus, Caca i del rei Servi Tul·li.

## Vulcà
En la mitologia romana, déu del foc i dels metalls, fill de Juno sense intervenció masculina i marit de Venus. Era déu del foc i dels volcans, forjador del ferro i creador d'art, armes i armadures per a déus i herois. Es correspon amb Hefest a la mitologia grega. Altres noms que rep són: Mulciber ("el que fa tou") en la Mitologia romana i Sethlas en la Mitologia etrusca.

## La farga de Vulcà
Es creia que la forja de Vulcà es trobava sota el mont Etna, a Sicília, o sota l'illa Eòlia de Vulcà, a la mar Tirrena. L'illa de Vulcà és una illa italiana de 21 km quadrats que forma part de les illes Eòlies. La mitologia grega hi situava la farga d'Hefest, déu del foc i dels metalls, que tenia com a ajudants als Cíclops i als Gegants. Per Estrabó sabem que Pozzuoli era denominada en "àgora d'Hefest", una plana caracteritzada per nombrosos punts de sortida de vapors vulcànics (d'on ve el nom de la localitat "La Solfatara").
Plini el Vell deia que a la rodalia de Mòdena el foc sortia de la terra perquè statis Volcano diebus (era el lloc on estava el déu Vulcà).

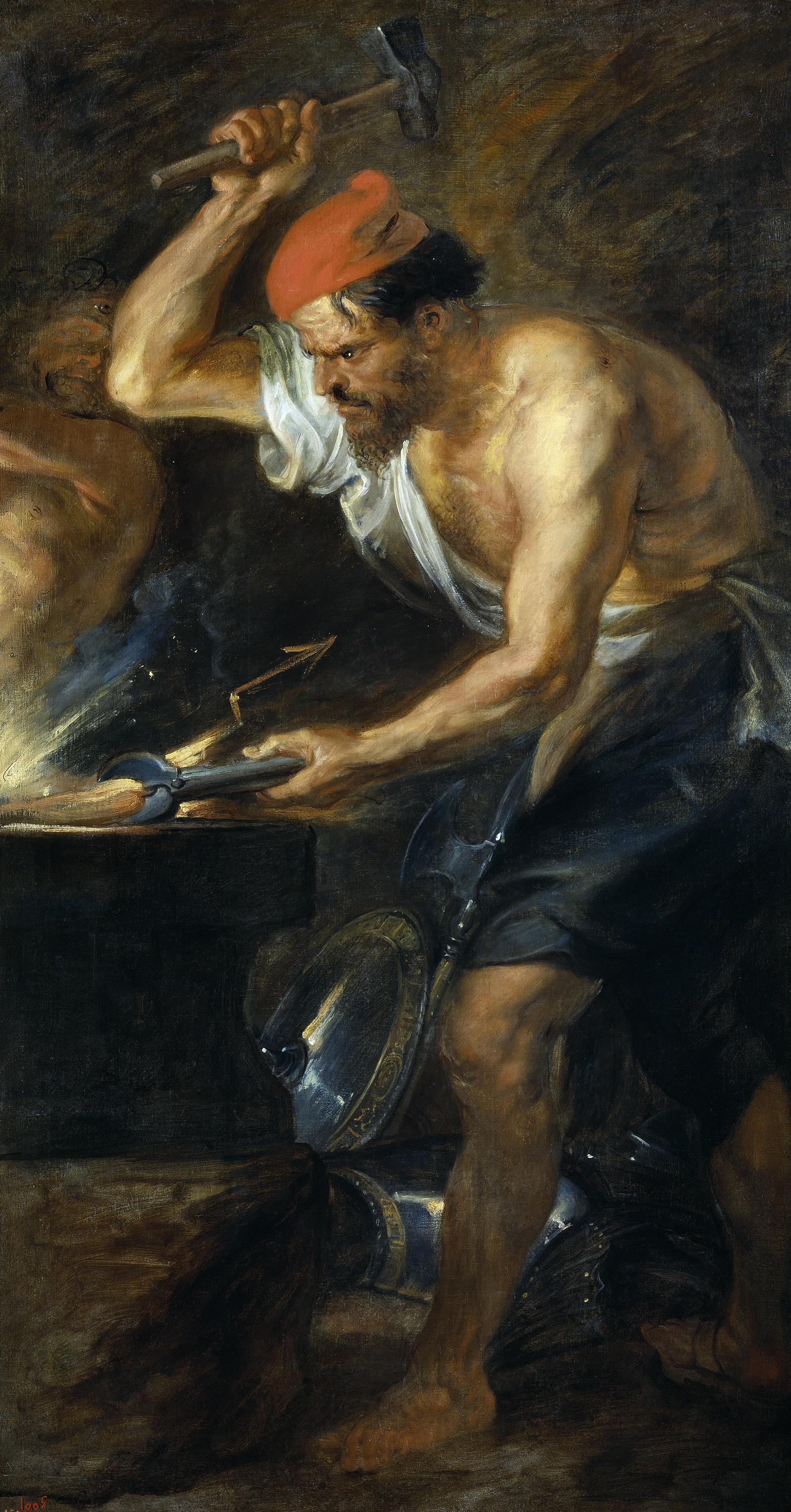
Vulcà (o Hefest) de Rubens

## LaVulcanàlia
Durant la festivitat de la Vulcànalia, celebrada el dia 23 d'agost (dia de Vulcà al calendari Romà), se sacrificava peix i petits animals llençant-los al foc. Un altre costum d'aquesta festivitat era començar el dia amb el llum d'una candela, probablement en reconeixement de l'ús benèfic del foc a causa d'aquest déu.
En aquest dia de l'any 153 aC, segons l'historiador Apià, va tenir lloc el primer enfrontament de l'Imperi Romà comandat per Nobilior i l'exèrcit celtíber de segedencs i numantins sota el comandament de Caro de Segeda. El resultat d'aquesta batalla va ser a favor dels Celtíbers i des de llavors Roma va declarar aquell dia com a nefast. Actualment, una recreació històrica de la batalla es representa al municipi aragonès de Mara (província de Saragossa).

## La natura de Vulcà
A Creta era venerat Velkhanos, un déu de la natura i dels inferns, i alguns historiadors van proposar la hipòtesi que el seu culte hagués arribat a Itàlia amb el nom de Vulcà, a través del contacte entre cretencs i etruscs.
Segons Georges Dumézil, l'autèntica natura de Vulcà s'explica per la teoria dels tres focs vèdics. Aquesta teoria diu que per celebrar un sacrifici calia encendre tres focs: el primer, anomenat "foc del senyor de la casa", en representació del qui oferia el sacrifici i que servia per encendre els altres focs; el segon, "el foc de les ofrenes", que servia per elevar el sacrifici als déus per mitjà del fum; el tercer, "el foc de la dreta o del sud", estava situat al límit de l'àrea del sacrifici i servia de sentinella contra l'atac dels esperits malignes. Aquesta tradició hauria arribat a Roma, on els primers dos focs estarien representats per Vesta mentre que el tercer correspondria a Vulcà. Aquest déu seria, per tant, el foc que devora i destrueix, girant-se contra les potències hostils i això explicaria el text de Plutarc, que diu que els seus temples havien d'estar situats fora de la ciutat o a la banda exterior dels murs que la guardaven, tal com era el Volcanal als orígens de Roma. Això també explica per què a Vulcà se li oferien les armes confiscades a l'enemic o abandonades al camp de batalla, així com les armes del general que sobrevivia li eren lliurades en un ritual de lleialtat cap al déu.

## En la tradició llatina i romana
A Vulcà se li atribuïa la paternitat d'alguns personatges de la tradició romana i llatina: de Cècul, el fundador de Preneste; de Caco, un ésser primitiu i monstruós que habitava a Roma; i de Servi Tul·li, el penúltim rei dels romans.
Cató a la seva obra Origines diu que algunes noies verges que havien sortit a portar aigua es van trobar amb Cècul en mig d'un foc i per això van pensar que era fill de Vulcà. També Virgili recorda a l'Eneida que Cècul i Caco eren fills de Vulcà. Ovidi narrava que Servi Tul·li havia estat concebut per una esclava anomenada Ocresia que s'havia assegut sobre un fal·lus erecte aparegut vora el foc de la llar; la divina paternitat fou reconeguda quan va aparèixer una corona de foc sobre el cap del nadó sense que li fes cap mal. Plini el Vell explicava la mateixa història de la corona de foc però atribuïa la paternitat al Lar familiaris.

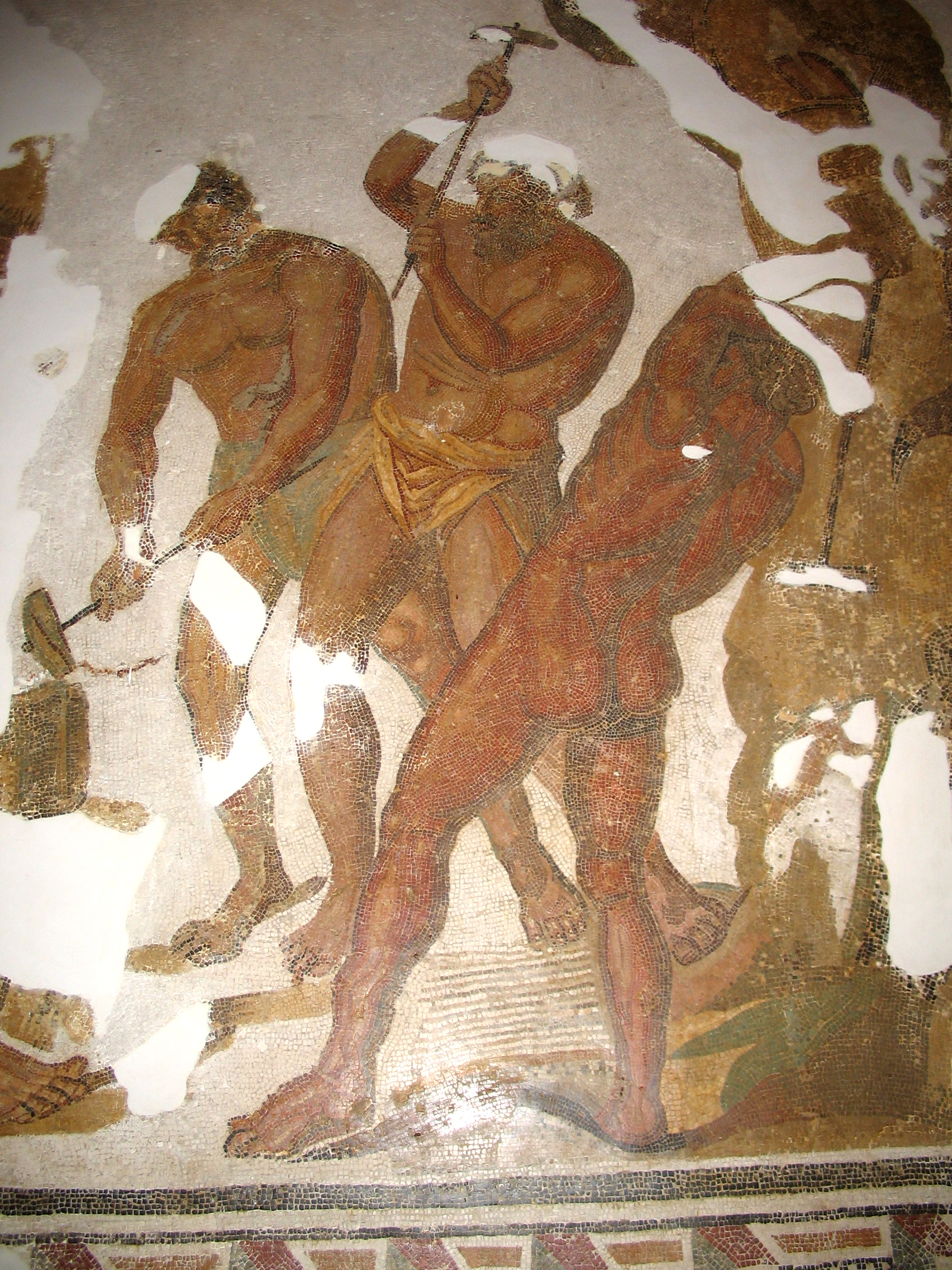
Pintura mural representant el tema de la farga de Vulcà al Museu del Bardo (Tunísia)

Jacqueline Champeaux i Attilio Mastrocinque han proposat identificar Vulcà amb el déu de nom desconegut que, segons les llegendes més antigues hauria fecundat una deessa verge qui hauria després engendrat a una deessa equivalent a la Rea de la mitologia grega i també a la deessa Fortuna de Praeneste i a la Feronia d'Anxur. En aquest cas Vulcà seria, a més, el pare de Júpiter.
Comparant els diversos relats mitològics, l'arqueòleg Andrea Carandini afirma que Caco i Caca eren fills de Vulcà i d'una divinitat o d'una verge local igual com Cècul. Caco i Caca representaven el foc per a forjar metalls i el foc domèstic respectivament, projeccions de Vulcà i de Vesta. Aquestes contalles s'haurien creat en el període preurbà del Laci i el seu significat és el següent: Al món dels déus Vulcà va fecundar una deessa verge i va engendrar Júpiter el déu dels cels; al món dels humans Vulcà va fecundar una altra verge, probablement una princesa i va engendrar un governant. El primer testimoni d'una associació ritual entre Vulcà i Vesta és una cita sobre el Lectisternio del 217 aC. Altres indicis que semblen confirmar aquest lligam és la proximitat entre tots dos santuaris i l'afirmació feta per Dionís d'Halicarnàs que els dos cultes havien estat introduïts a Roma pel rei Titus Taci per complir amb un vot fet en una batalla.
A Vulcà se'l relaciona amb dues divinitats femenines també molt antigues: una és Stata Mater, probablement la deessa que apaga els incendis, i l'altra és Maia, el nom de la qual deriva, segons H. J. Rose, de l'arrel "mag", motiu pel qual ha de ser interpretada com la deessa que presideix el creixement i potser la collita. Macrobi citava l'opinió de Cinci segons el qual la companya de Vulcà seria Maia, justificant aquesta afirmació amb el fet que el flamen encarregat dels ritus de Vulcà també feia sacrificis a aquesta deessa per les calendes de maig; mentre que segons Pisó la seva companya era Maiesta. Aule Gel·li també deia que Maia era parella de Vulcà, i es basa en els llibres de pregàries que hi havia al seu temple. Aquest déu era el patró dels misteris relacionats amb els forns, invocat per cuiners, forners, confiters; els autors que en parlen d'aquesta funció divina són: Plaute, Apuleu (qui el va fer cuiner de les noces d'Amor i Psique) i al poema dedicat a Vespa de l'Antologia Llatina centrat en la disputa entre un forner i un cuiner.

## El temple de Vulcà
El temple principal i també el més antic era el Volcanal, situat en una àrea a l'aire obert als peus del turó Capitolí, a l'angle nord occidental del Fòrum Romà, consistent en un altar dedicat al déu i un foc permanent. Segons la tradició, aquest santuari havia estat construït per voluntat de Ròmul, el qual li havia posat una quadriga de bronze adquirida com a botí de guerra als habitants de Fidenes (però segons la versió de Plutarc la guerra en qüestió va ser contra Camèria, setze anys després de la fundació de Roma), i una estàtua amb una inscripció que contenia una llista de les seves gestes escrita amb caràcters grecs; segons Plutarc, Ròmul estava representat en aquest temple coronat per la Victòria. També es deia que aquest rei havia plantat al santuari un lledoner que encara existia en temps de Plini el Vell. El Volcanal és esmentat dues vegades per Titus Livi a causa d'un fet extraordinari (prodigium): Una pluja de sang que va caure el 183 aC i el 181 aC.
L'àrea on estava el temple, estava uns 5 metres més alta que el Comitium i des d'allí el rei i els magistrats de la primera república, abans que s'hi construís la rostra, s'adreçaven al poble. A la zona de Volcanal hi havia una estàtua de bronze d'Horaci Còcles, anteriorment situada davant del comitium i traslladada aquí, un locus inferior, després d'haver estat tocada per un llampec. Aule Gel·li narra que van ser cridats alguns Harúspex per decidir on col·locar l'estàtua i alguns d'ells, per mala voluntat, van dir que havia d'estar en un lloc baix, on noli toqués el sol. La falsa interpretació es va descobrir, els culpables van ser executats i l'estàtua es va pujar al Volcanal. L'any 304 aC, dins l'àrea del Volcanal es va construir un temple dedicat a la Concòrdia inaugurat per l'edil curul Gneu Flavi. Segons l'arqueòleg Samuel Ball Platner amb el temps la zona es va anar edificant més i més fins a quedar el temple mig amagat tot i que continuava sent un lloc de culte en l'època imperial, com així ho testimonia una dedicatòria d'August de l'any 9 aC, que s'hi ha trobat.
Als inicis del segle xx es van trobar, dins l'Arc de Septimi Sever, fragments de tuf als fonaments que probablement havien estat abans al Volcanal, restes d'una mena de plataforma rocosa, de 3,95 ms de llargada per 2,80 m, la qual havia estat recoberta de ciment i pintada en roig. La seva part superior estava solcada per diversos canalets que portaven a un canal de drenatge a la part de davant fet amb lloses de tuf. Es creu que havia estat la pedra de l'altar de Vulcà. La roca mostra senyals de danys i reparacions; a la superfície hi ha algunes cavitats rodones i quadrades que tenen certa semblança amb les de les tombes i, per tant, altres autors van considerar que la llosa procedia d'una tomba. Especialment defensor d'aquesta darrera teoria, Friedrich von Duhn, comparant amb algunes tombes de cadàvers incinerats trobades a la zona del fòrum, va sostenir que als seus orígens, el Volcanal era un lloc on es cremaven els cossos dels difunts.
Hi havia també un altre temple a Roma dedicat a Vulcà, erigit a començaments del 215 aC al Camp de Mart, a prop del Circ Flamini on se celebraven jocs en el seu honor. Vitruvi afirma que els harúspex estruscs van aconsellar construir el seu temple als afores per evitar que el foc s'escampés per la ciutat.